# Jens Kolze

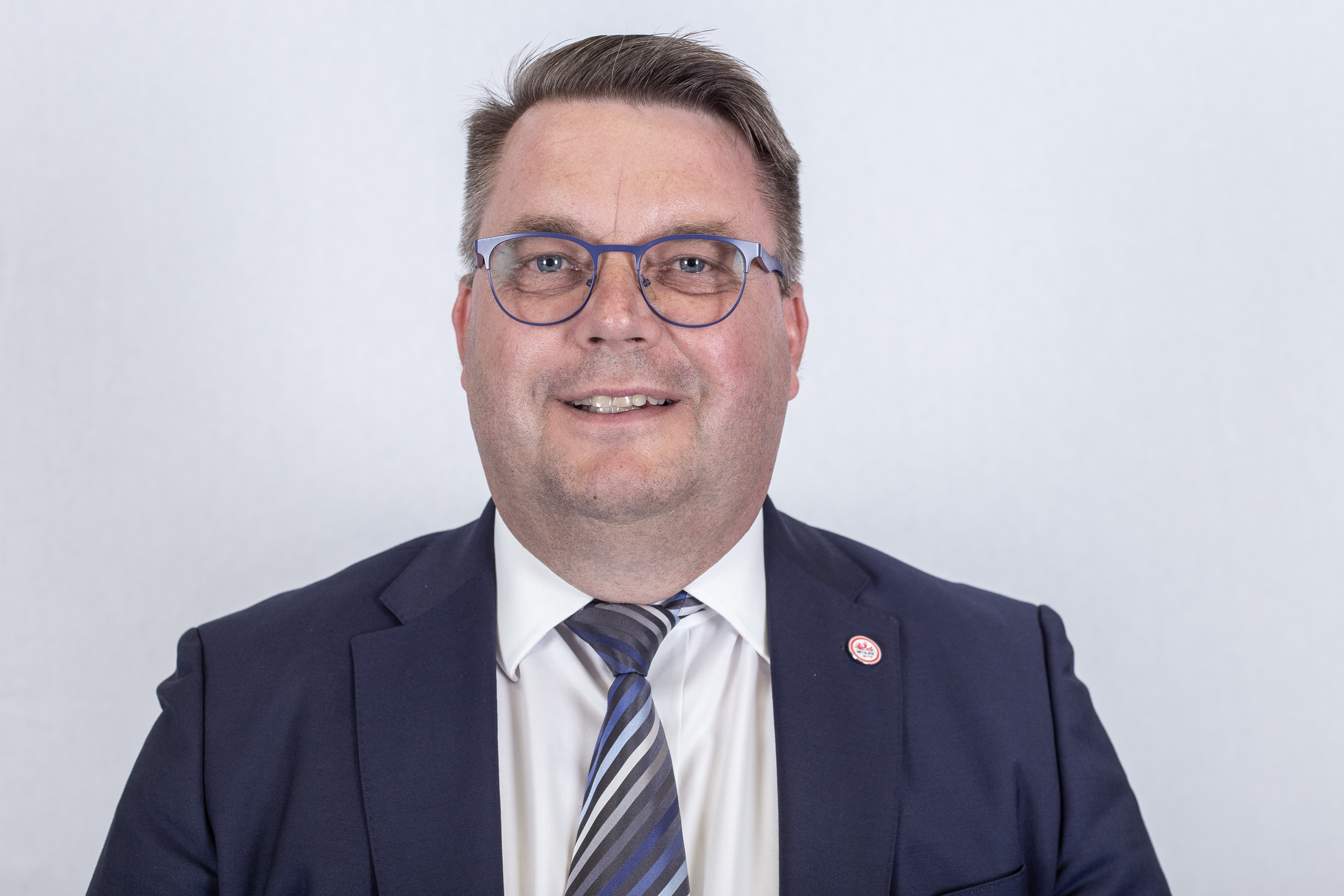
Jens Kolze 2018

Jens Kolze (* 17. Februar 1967 in Dessau) ist ein deutscher Politiker (CDU) aus Sachsen-Anhalt.

## Leben und Beruf
Jens Kolze besuchte die polytechnische Oberschule von 1973 bis 1983. Von 1983 bis 1986 absolvierte er eine Ausbildung zum Maschinen- und Anlagenmonteur. Er arbeitete von 1991 bis 2002 als Sachbearbeiter im Regierungspräsidium Dessau.
Ehrenamtlich ist Kolze Vorsitzender des Volksbundes Deutsche Kriegsgräberfürsorge in Dessau.
Jens Kolze ist verheiratet und hat zwei Kinder.

## Partei und politische Positionen
Jens Kolze ist seit 1998 Mitglied der CDU. In der Diskussion über eine Kennzeichnungspflicht für Polizisten in Sachsen-Anhalt sagte Kolze bezogen auf einen Fall bei dem ein Demonstrant durch einen Polizisten schwer verletzt wurde, „man müsse als Demokrat damit leben, dass nicht alle Straftaten aufgeklärt werden könnten.“ Auf seiner Website gibt er an „Innere Sicherheit und damit die Sicherheit der Menschen [aus Sachsen-Anhalt]“ habe für ihn „oberste Priorität.“

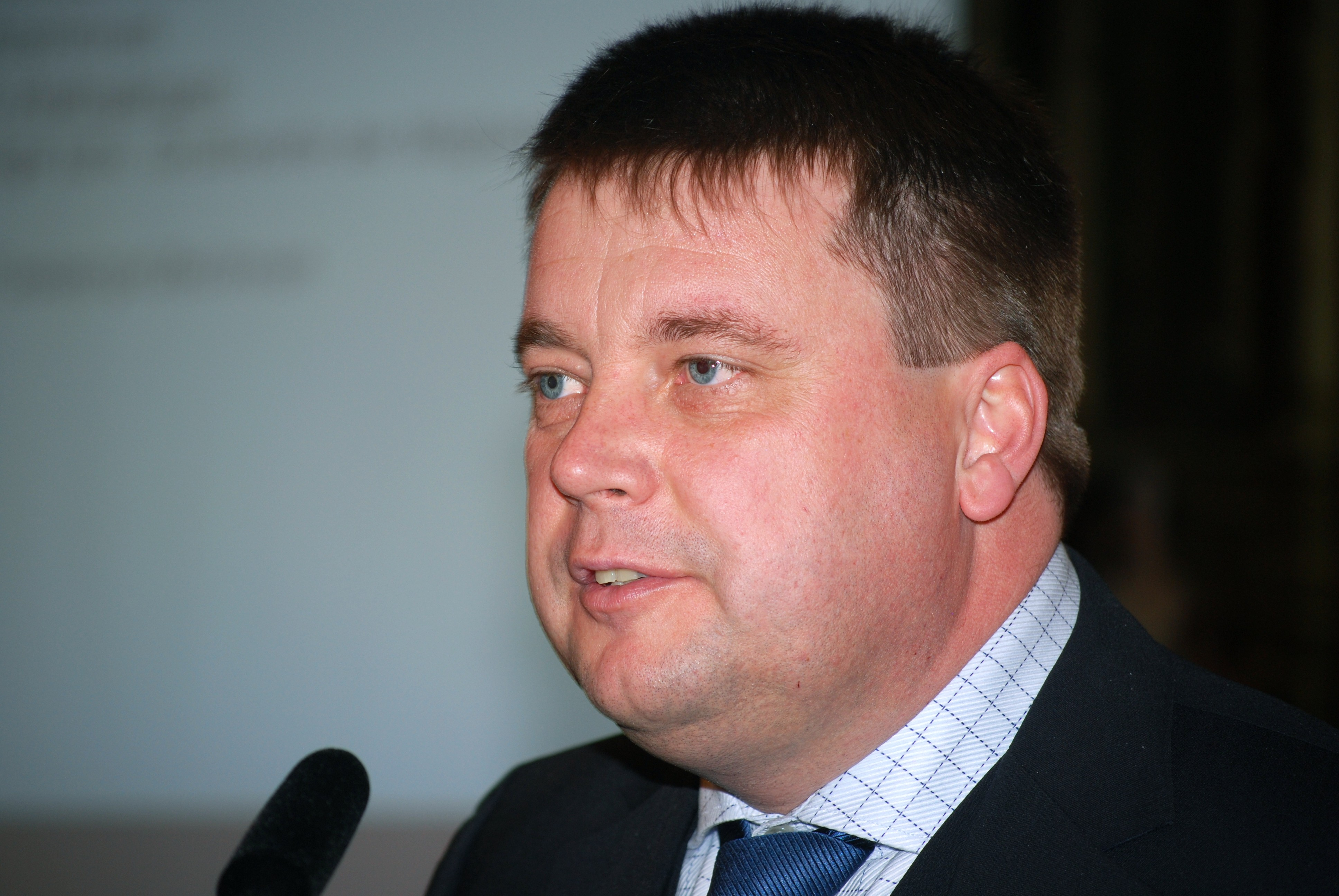
Jens Kolze (MdL)

## Abgeordneter
Von 1999 bis zum 30. Juni 2007 war Jens Kolze Mitglied des Stadtrates von Dessau und dort stellvertretender Fraktionsvorsitzender der CDU-Fraktion. Infolge der Kommunalwahl 2007 ist Kolze seit dem 1. Juli 2007 Mitglied im Stadtrat der kreisfreien Stadt Dessau-Roßlau.
Seit dem Jahr 2002 ist Kolze – mit einer Unterbrechung von März bis Mai 2016 – Mitglied des Landtages von Sachsen-Anhalt für den Wahlkreis 26 (Dessau-Roßlau). Er ist zurzeit dort im Ausschuss für Arbeit, Soziales und Integration, im Ausschuss für Recht, Verfassung und Gleichstellung und im Wahlprüfungsausschuss tätig. Bei der Landtagswahl in Sachsen-Anhalt 2016 unterlag er im Kampf um das Direktmandat Andreas Mrosek von der AfD; da sein Listenplatz zum Einzug ebenfalls nicht ausreichte, schied er aus dem Landtag zunächst aus. Kolze rückte zum 1. Juni 2016 für den wegen Übernahme des Staatssekretärsamtes ausgeschiedenen Gunnar Schellenberger wieder in den Landtag ein.
Jens Kolze war Vorsitzender des 10. Parlamentarischen Untersuchungsausschusses des Landtages von Sachsen-Anhalt (Rechtsextremismus und Fremdenfeindlichkeit in der Polizei). Zur Landtagswahl 2021 trat er nicht erneut an.